# Heather Small

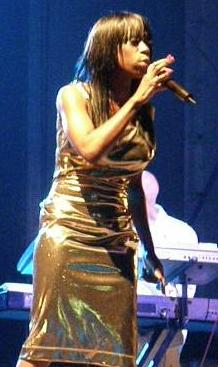
Heather Small, Southport (2008)

Heather Small (* 20. Januar 1965 in London) ist eine britische Soulsängerin. Ihre größten Erfolge hatte sie ab 1990 als Leadsängerin der britischen Band M People.

## Kurzbiographie
Small bewarb sich auf viele Inserate und wurde 1988 von der Jazz-Soul-Gruppe Hot House engagiert. Als sie auf den DJ Mike Pickering traf, waren die Weichen für ihren Durchbruch mit M People gestellt. Sie lieh der in Manchester beheimateten House- und Drum-and-Bass-Gruppe ab 1990 ihre Stimme und startete währenddessen auch eine Solokarriere. Geboren und aufgewachsen ist sie in London. Zu ihren größten Hits gehören Moving on Up und Search for the Hero.
Im Juni 2000 veröffentlichte sie ihr erstes Soloalbum Proud und eine Single-Auskopplung des gleichnamigen Titels. Eine weitere Single folgte nach dem großen Erfolg in Großbritannien: Holding on.
Im November 2000 nahm Heather Small das Duett You Need Love Like I Do mit Tom Jones auf.
2005 wurde ihre Single Proud aus dem gleichnamigen Album offizieller Soundtrack für die Bewerbung Londons zu den Olympischen Spielen im Jahre 2012. Der Erfolg des Titels Proud hielt auch 2006 weiter an. So ist er Teil des Soundtracks zu Akeelah and the Bee mit Angela Bassett und Laurence Fishburne und wird auch in der Fernsehserie Queer as Folk eingesetzt.
Ein Best-of-Album unter dem Titel M People featuring Heather Small, The Ultimate Collection wurde 2005 veröffentlicht. Es enthält sowohl Lieder der Gruppe M People als auch Stücke aus der Solokarriere von Small.
Am 24. Juli 2006 zunächst in Großbritannien erschienen, ist Close to a Miracle nun das zweite Soloalbum von Heather Small. Die erste Single-Auskopplung des Albums heißt Radio On und erschien bereits am 17. Juli 2006.
Im November 2010 startete Here Come the Girls, eine gemeinsame Tournee durch Großbritannien mit den Sängerinnen Anastacia und Lulu. Das Programm enthielt sowohl eigene Hits als auch Cover-Versionen. Small ersetzte Chaka Khan, die ein Jahr zuvor die ersten Konzerte mit Anastacia und Lulu bestritten hatte.
Im Januar 2022 nahm Small als Chandelier an der dritten Staffel der britischen Version von The Masked Singer teil, in der sie als erste Teilnehmerin ausschied.

## Diskografie

### Studioalben
| Jahr | Titel              | Höchstplatzierung, Gesamtwochen, AuszeichnungChartplatzierungen (Jahr, Titel, Platzierungen, Wochen, Auszeichnungen, Anmerkungen) | Höchstplatzierung, Gesamtwochen, AuszeichnungChartplatzierungen (Jahr, Titel, Platzierungen, Wochen, Auszeichnungen, Anmerkungen) | Höchstplatzierung, Gesamtwochen, AuszeichnungChartplatzierungen (Jahr, Titel, Platzierungen, Wochen, Auszeichnungen, Anmerkungen) | Höchstplatzierung, Gesamtwochen, AuszeichnungChartplatzierungen (Jahr, Titel, Platzierungen, Wochen, Auszeichnungen, Anmerkungen) | Höchstplatzierung, Gesamtwochen, AuszeichnungChartplatzierungen (Jahr, Titel, Platzierungen, Wochen, Auszeichnungen, Anmerkungen) | Anmerkungen                          |
| Jahr | Titel              | DE | AT | CH | UK | US | Anmerkungen                          |
| ---- | ------------------ | --- | --- | --- | --- | --- | ------------------------------------ |
| 2000 | Proud              | DE62 (4 Wo.)DE | — | CH81 (4 Wo.)CH | UK12 Silber · (8 Wo.)UK | — | Erstveröffentlichung: 5. Juni 2000   |
| 2006 | Close to a Miracle | — | — | — | UK57 (1 Wo.)UK | — | Erstveröffentlichung: 24. Juli 2006  |
| 2022 | Colour My Life     | — | — | — | UK58 (1 Wo.)UK | — | Erstveröffentlichung: 5. August 2022 |

### Singles
| Jahr | Titel Album                   | Höchstplatzierung, Gesamtwochen, AuszeichnungChartplatzierungen (Jahr, Titel, Album, Platzierungen, Wochen, Auszeichnungen, Anmerkungen) | Höchstplatzierung, Gesamtwochen, AuszeichnungChartplatzierungen (Jahr, Titel, Album, Platzierungen, Wochen, Auszeichnungen, Anmerkungen) | Höchstplatzierung, Gesamtwochen, AuszeichnungChartplatzierungen (Jahr, Titel, Album, Platzierungen, Wochen, Auszeichnungen, Anmerkungen) | Höchstplatzierung, Gesamtwochen, AuszeichnungChartplatzierungen (Jahr, Titel, Album, Platzierungen, Wochen, Auszeichnungen, Anmerkungen) | Höchstplatzierung, Gesamtwochen, AuszeichnungChartplatzierungen (Jahr, Titel, Album, Platzierungen, Wochen, Auszeichnungen, Anmerkungen) | Anmerkungen                                          |
| Jahr | Titel Album                   | DE | AT | CH | UK | US | Anmerkungen                                          |
| ---- | ----------------------------- | --- | --- | --- | --- | --- | ---------------------------------------------------- |
| 2000 | Proud                         | DE92 (5 Wo.)DE | — | CH83 (2 Wo.)CH | UK16 Gold · (8 Wo.)UK | — | Erstveröffentlichung: 8. Mai 2000                    |
| 2000 | Holding On Proud              | — | — | — | UK58 (2 Wo.)UK | — | Erstveröffentlichung: 7. August 2000                 |
| 2000 | You Need Love Like I Do Proud | DE100 (1 Wo.)DE | — | CH56 (8 Wo.)CH | UK24 (3 Wo.)UK | — | Erstveröffentlichung: 6. November 2000 mit Tom Jones |